# Campionat de la WWE
El Campionat de la WWE (en anglès: WWE Championship) és un campionat de lluita lliure professional, de categoria pes pesant, que pertany a la WWE. És el campionat mundial exclusiu de la marca Raw. Aquest campionat està actiu des de l'any 1963. Després que en la WWE es produís la separació de marques el campionat va canviar en diferents ocasions degut al draft de l'empresa.

## Història
Durant anys, la World Wrestling Entertainment (abans coneguda com a WWF) va tenir com a màxim títol per als lluitadors el Campionat Mundial. Aquesta situació es va mantenir fins a l'any 2001, quan Vince McMahon (propietari de la WWF) comprà la WCW, durant anys el seu màxim rival en el negoci de l'entreteniment esportiu. Llavors, ambdós campionats mundials es van unificar sota l'anomenat Campionat Indiscutible de la WWF.
Tot i això, la unificació de les empreses provocà un excés de lluitadors; això obligà a una separació de superestrelles l'any 2003, creant dues companyies rivals en la pràctica però amb el mateix amo. Així fou com el campionat es va dividir novament en dos: el Campionat Mundial del Pes Pesant a la marca RAW i el Campionat de la WWE a la marca Smackdown!.
L'any 2005 va haver de nou un intercanvi de campions durant el draft, en què s'intercanvien lluitadors de les dues marques. Així, el Campionat de la WWE en possessió de John Cena va passar a RAW i el Campionat Mundial del Pes Pesant en mans de Batista va anar a parar a Smackdown!
En el draft del 2008 aquest campionat va ser enviat a SmackDown! amb el campió Triple H.
El 17 de juliol de 2011 a Money in the Bank (2011) CM Punk va guanyar el campionat, el mateix dia en què finalitzava el seu contracte amb la WWE. Després de la victoria va marxar de la companyia, emportant-se el cinturó. L'endemà el títol fou declarat vacant per Vince McMahon, organitzant un torneig que finalment va guanyar Rey Mysterio el 25 de juliol de 2011, però aquella mateixa nit va perdre el campionat enfront a John Cena. Just després de la victoria de John Cena va fer el seu retorn CM Punk amb el seu cinturó de la WWE. El 29 de juliol a SmackDown el nou COO de la companyia Triple H va comunicar que el regnat de CM Punk era legítim i es va reconèixer que hi havia dos campions de la WWE.
El 14 d'agost en el SummerSlam (2011) es va celebrar un combat entre John Cena i CM Punk que definiria al Campió Indiscutit, sortint Punk victoriòs, però segons després va perdre el títol contra Alberto Del Rio, qui va usar el seu contracte Money in the Bank i es va coronar com a nou campió.

## Campió actual
El campió actual és Aj Styles, qui es troba en el seu segon regnat. Es va coronar campió al derrotar a l'excampió Jinder Mahal, durant un programa de SmackDown Live.

## Llista de campions
|     | Lluitador                   | Regnat N° | Data                   | Duració            | Show                                      | Notes |
| --- | --------------------------- | --------- | ---------------------- | ------------------ | ----------------------------------------- | --- |
| 1   | Buddy Rogers                | 1         | 29 d'abril de 1963     | 18                 | N/A                                       | Va guanyar un torneig per determinar el primer campió |
| 2   | Bruno Sammartino            | 1         | 17 de maig de 1963     | 2803               | Live event                                | Posseeix el rècord de duració d'aquest campionat |
| 3   | Ivan Koloff                 | 1         | 18 de gene de 1971     | 21                 | Live event                                | |
| 4   | Pedro Morales               | 1         | 8 de febrer de 1971    | 1027               | Live event                                | El títol va ser renomenat per WWWF Heavyweight Championship |
| 5   | Stan Stasiak                | 1         | 1 de desembre de 1973  | 9                  | Live event                                | |
| 6   | Bruno Sammartino            | 2         | 10 de desembre de 1973 | 1237               | Live event                                | |
| 7   | Billy Graham                | 1         | 30 d'abril de 1977     | 296                | Live event                                | |
| 8   | Bob Backlund                | 1         | 20 de febrer de 1978   | 648                | Live event                                | El títol va ser renomenat a WWF Heavyweight Championship quan World Wide Wrestling Federation va canviar el seu nom pel de World Wrestling Federation al març de 1979                                                     |
|     | Antonio Inoki               | 1         | 30 de novembre de 1979 | 6                  | Live event                                | Regnat no reconegut |
|     | Bob Backlund                | 1 (2)     | 17 de desembre de 1979 | 672                | Live event                                | Regnat no reconegut |
|     | Vacant                      | N/A       | 19 d'octubre de 1981   | N/A                | N/A                                       | Final polèmic a l'anterior victòria |
|     | Bob Backlund                | 1 (3)     | 23 de novembre de 1981 | 763                | Live event                                | Regnat no reconegut |
| 9   | Iron Sheik                  | 1         | 26 de desembre de 1983 | 28                 | Live event                                | |
| 10  | Hulk Hogan                  | 1         | 23 de gener de 1984    | 1474               | Live event                                | |
| 11  | André the Giant             | 1         | 5 de febrer de 1988    | 0                  | Live event                                | |
|     | Vacant                      | N/A       | 5 de febrer de 1988    | N/A                | Live event                                | Immediatament després de la victòria André the Giant va ser desposseït del títol |
| 12  | Randy Savage                | 1         | 27 de març de 1988     | 371                | WrestleMania IV                           | Va guanyar un torneig per la vacant del campionat |
| 13  | Hulk Hogan                  | 2         | 2 d'abril de 1989      | 364                | WrestleMania V                            | |
| 14  | The Ultimate Warrior        | 1         | 1 d'abril de 1990      | 293                | WrestleMania VI                           | En aquest combat també estava en joc el WWF Intercontinental Championship que posseïa Warrior |
| 15  | Sgt. Slaughter              | 1         | 19 de gener de 1991    | 64                 | Royal Rumble (1991)                       | |
| 16  | Hulk Hogan                  | 3         | 24 de març de 1991     | 248                | WrestleMania VII                          | |
| 17  | The Undertaker              | 1         | 27 de novembre de 1991 | 6                  | Survivor Series (1991)                    | |
| 18  | Hulk Hogan                  | 4         | 3 de desembre de 1991  | 1                  | This Tuesday in Texas                     | |
|     | Vacant                      | N/A       | 4 de desembre de 1991  | N/A                | Superstars                                | Degut al final polèmic en l'anterior regnat |
| 19  | Ric Flair                   | 1         | 19 de gener de 1992    | 77                 | Royal Rumble (1992)                       | |
| 20  | Randy Savage                | 2         | 5 d'abril de 1992      | 149                | WrestleMania VIII                         | |
| 21  | Ric Flair                   | 2         | 1 de setembre de 1992  | 41                 | Prime Time Wrestling                      | |
| 22  | Bret Hart                   | 1         | 12 d'octubre de 1992   | 174                | Live event                                | |
| 23  | Yokozuna                    | 1         | 4 d'abril de 1993      | 0                  | WrestleMania IX                           | |
| 24  | Hulk Hogan                  | 5         | 4 d'abril de 1993      | 70                 | WrestleMania IX                           | |
| 25  | Yokozuna                    | 2         | 13 de juny de 1993     | 280                | King of the Ring (1993)                   | |
| 26  | Bret Hart                   | 2         | 20 de març de 1994     | 248                | WrestleMania X                            | |
| 27  | Bob Backlund                | 2 (4)     | 23 de novembre de 1994 | 3                  | Survivor Series (1994)                    | |
| 28  | Diesel                      | 1         | 26 de novembre de 1994 | 358                | Live event                                | |
| 29  | Bret Hart                   | 3         | 19 de novembre de 1995 | 133                | Survivor Series (1995)                    | |
| 30  | Shawn Michaels              | 1         | 31 de març de 1996     | 231                | WrestleMania XII                          | |
| 31  | Sycho Sid                   | 1         | 17 de novembre de 1996 | 63                 | Survivor Series (1996)                    | |
| 32  | Shawn Michaels              | 2         | 19 de gener de 1997    | 25                 | Royal Rumble (1997)                       | |
|     | Vacant                      |           | 13 de febrer de 1997   |                    | Raw                                       | Michaels va deixar vacant el campionat degut a una lesió de genoll |
| 33  | Bret Hart                   | 4         | 16 de febrer de 1997   | 1                  | In your house 13: Final four              | Va guanyar un fatal 4 way on també van participar Stone Cold, The Undertaker i Vader |
| 34  | Sycho Sid                   | 2         | 17 de febrer de 1997   | 34                 | Raw                                       | |
| 35  | The Undertaker              | 2         | 23 de març de 1997     | 133                | WrestleMania XIII                         | |
| 36  | Bret Hart                   | 5         | 3 d'agost de 1997      | 98                 | SummerSlam (1997)                         | |
| 37  | Shawn Michaels              | 3         | 9 de novembre de 1997  | 140                | Survivor Series (1997)                    | Va aplicar una clau de rendició a Bret Hart i encara que aquest últim no es va rendir Vince McMahon va fer sonar la campana donant-li la victòria                                                                         |
| 38  | Stone Cold                  | 1         | 29 de març de 1998     | 91                 | WrestleMania XIV                          | |
| 39  | Glen Jacobs                 | 1         | 28 de juny de 1998     | 1                  | King of the Ring (1998)                   | Aquest fou el primer Blood match de la història |
| 40  | Stone Cold                  | 2         | 29 de juny de 1998     | 90                 | Raw                                       | |
|     | Vacant                      |           | 27 de setembre de 1998 |                    | Breakdown: in your house                  | Glen Jacobs i The Undertaker varen cobrir a Stone Cold al mateix temps; a conseqüència el campionat va quedar vacant ja que no hi podia haver dos campions                                                                |
| 41  | The Rock                    | 1         | 15 de novembre de 1998 | 44                 | Survivor Series (1998)                    | Va guanyar un torneig per la vacant del campionat |
| 42  | Mankind                     | 1         | 29 de desembre de 1998 | 26                 | Raw                                       | |
| 43  | The Rock                    | 2         | 24 de gener de 1999    | 2                  | Royal Rumble (1999)                       | Aquest combat fou del tipus I Quit match |
| 44  | Mankind                     | 2         | 16 de gener de 1999    | 20                 | Halftime heat                             | |
| 45  | The Rock                    | 3         | 15 de febrer de 1999   | 41                 | Raw                                       | Aquest combat fou un Ladder Match |
| 46  | Stone Cold                  | 3         | 28 de març de 1999     | 56                 | WrestleMania XV                           | |
| 47  | The Undertaker              | 3         | 23 de maig de 1999     | 36                 | Over the Edge (1999)                      | |
| 48  | Stone Cold                  | 4         | 28 de juny de 1999     | 55                 | Raw                                       | |
| 49  | Mankind                     | 3         | 22 d'agost de 1999     | 1                  | SummerSlam (1999)                         | En aquesta lluita també hi participava Triple H |
| 50  | Triple H                    | 1         | 23 d'agost de 1999     | 22                 | Raw                                       | |
| 51  | Vince McMahon               | 1         | 14 de setembre de 1999 | 6                  | SmackDown                                 | |
|     | Vacant                      |           | 20 de setembre de 1999 |                    | Raw                                       | Vince va deixar vacant el campionat |
| 52  | Triple H                    | 2         | 26 de setembre de 1999 | 49                 | Unforgiven (1999)                         | Va derrotà a The Rock, Mankind, The Big Show, The British Bulldog i Glen Jacobs |
| 53  | The Big Show                | 1         | 14 de novembre de 1999 | 50                 | Survivor Series (1999)                    | En aquesta lluita també hi participava The Rock |
| 54  | Triple H                    | 3         | 3 de gener de 2000     | 118                | WWE Raw                                   | |
| 55  | The Rock                    | 4         | 30 de abril de 2000    | 21                 | Backlash (2000)                           | |
| 56  | Triple H                    | 4         | 21 de maig de 2000     | 35                 | Judgment Day (2000)                       | Aquest combat fou del tipus Iron Man match i va durar 60 minuts |
| 57  | The Rock                    | 5         | 25 de juny 2000        | 119                | King of the Ring (2000)                   | Fou un six-man tag team match on The Rock, The Undertaker & Glen Jacobs derrotaren a Triple H, Vince McMahon & Shane McMahon. En ser Rock qui va cobrir a McMahon va guanyar el campionat                                 |
| 58  | Kurt Angle                  | 1         | 22 d'octubre de 2000   | 126                | No Mercy (2000)                           | |
| 59  | The Rock                    | 6         | 25 de febrer de 2001   | 35                 | WWE No Way OutNo Way Out (2001)           | |
| 60  | Stone Cold                  | 5         | 1 d'abril de 2001      | 175                | WrestleMania XVII                         | |
| 61  | Kurt Angle                  | 2         | 23 de setembre de 2001 | 15                 | Unforgiven (2001)                         | |
| 62  | Stone Cold                  | 6         | 8 d'octubre de 2001    | 62                 | Raw                                       | |
| 63  | Chris Jericho               | 1         | 9 de desembre de 2001  | 98                 | Vengeance (2001)                          | Combat d'unificació del WCW World Heavyweight Championship i el WWF Championship. El títol unificat es diu Undisputed WWF Championship.                                                                                   |
| 64  | Triple H                    | 5         | 17 de març de 2002     | 35                 | WrestleMania XVIII                        | |
| 65  | Hulk Hogan                  | 6         | 21 d'abril de 2002     | 28                 | Backlash (2002)                           | El títol va ser renomenat a WWE Undisputed Championship el 6 de maig de 2002, quan l'empresa va canviar el seu nom a World Wrestling Entertainment                                                                        |
| 66  | The Undertaker              | 4         | 19 de maig de 2002     | Judment Day (2002) |                                           | |
| 67  | The Rock                    | 7         | 21 de juliol de 2002   | 35                 | Vengeance (2002)                          | Fou un Triple threat match on també participava Kurt Angle |
| 68  | Brock Lesnar                | 1         | 25 d'agost de 2002     | 84                 | SummerSlam (2002)                         | El títol fou rebatejat a WWE Championship i el 2 de setembre de 2002 es convertí en exclusiu de SmackDown, fet que va donar lloc a la creació del WWE World Heavyweight Championship que fou exclusiu de Raw              |
| 69  | Big Show                    | 2         | 17 de novembre de 2002 | 28                 | Survivor Series (2002)                    | |
| 70  | Kurt Angle                  | 3         | 15 de desembre de 2002 | 105                | Armageddon (2002)                         | |
| 71  | Brock Lesnar                | 2         | 30 de març de 2003     | 119                | WrestleMania XIX                          | |
| 72  | Kurt Angle                  | 4         | 27 de juliol de 2003   | 51                 | Vengeance (2003)                          | Fou un Triple Threat Match on també va participar The Big Show |
| 73  | Brock Lesnar                | 3         | 16 de setembre de 2003 | 152                | SmackDown                                 | Aquest combat fou del tipus Iron Man match i va tenir una durada de 60 minuts |
| 74  | Eddie Guerrero              | 1         | 15 de febrer de 2004   | 133                | No Way Out (2004)                         | |
| 75  | JBL                         | 1         | 27 de juny de 2004     | 280                | The Great American Bash (2004)            | Combat del tipus Texas Bullrope match |
| 76  | John Cena                   | 1         | 3 d'abril de 2005      | 280                | WrestleMania XXI                          | El títol es tornà exclusiu de Raw el 6 de juny de 2005 quan John Cena va ser traspassat a la dita marca pel Draft (2005)                                                                                                  |
| 77  | Edge                        | 1         | 8 de gener de 2006     | 21                 | New Year's Revolution                     | Edge va canviar el seu contracte Money in the Bank immediatament després que John Cena hagués defensat el campionat en un Elimination Chamber match                                                                       |
| 78  | John Cena                   | 2         | 29 de gener de 2006    | 133                | Royal Rumble (2006)                       | |
| 79  | Rob Van Dam                 | 1         | 11 de juny de 2006     | 22                 | ECW One night stand (2006)                | Va canviar el seu contracte Money in the Bank obtingut a WrestleMania XXII. Aquest combat fou un Extreme Rules match. El títol es va tornar exclusiu de la ECW                                                            |
| 80  | Edge                        | 2         | 3 de juliol de 2006    | 76                 | Raw                                       | Fou un Triple Threat match on també participava John Cena. El títol va retornar a Raw |
| 81  | John Cena                   | 3         | 17 de setembre de 2006 | 380                | Unforgiven (2006)                         | Fou un Tables, Ladders and Chairs match. Si Cena perdia havia de deixar Raw |
|     | Vacant                      | N/A       | 2 d'octubre de 2007    | N/A                | ECW                                       | John Cena hagué de deixar el campionat per un ruptura del tendó del seu pectoral dret l'1 d'octubre a Raw |
| 82  | Randy Orton                 | 1         | 7 d'octubre de 2007    | 0                  | No Mercy (2007)                           | Atorgat per Vince McMahon |
| 83  | Triple H                    | 6         | 7 d'octubre de 2007    | 0                  | No Mercy (2007)                           | |
| 84  | Randy Orton                 | 2         | 7 d'octubre de 2007    | 203                | No Mercy (2007)                           | Aquest combat fou del tipus Last Man Standing match |
| 85  | Triple H                    | 7         | 27 d'abril de 2008     | 210                | Backlash (2008)                           | Fou un Fatal 4 Way on també va participar John Cena i JBL. El títol es tornà exclusiu d'SmackDown el 23 de juny de 2008, quan Triple H va ser traspassat a dita marca                                                     |
| 86  | Edge                        | 3         | 23 de novembre de 2008 | 21                 | Survivor Series (2008)                    | Originalment aquest combat era un Triple threat match entre Triple H, Vladimir Kozlov i Jeff Hardy, però aquest últim fou atacat abans del combat (kayface) i Edge va ocupar el seu lloc en la lluita                     |
| 87  | Jeff Hardy                  | 1         | 14 de desembre de 2008 | 42                 | Armageddon (2008)                         | Fou un Triple threat match on també participava Triple H |
| 88  | Edge                        | 4         | 25 de gener de 2009    | 21                 | Royal Rumble (2009)                       | Aquest combat fou del tipus No disqualification match |
| 89  | Triple H                    | 8         | 15 de febrer de 2009   | 70                 | No Way Out (2009)                         | Combat tipus Elimination Chamber match que va incloure a Jeff Hardy, Vladimir Kozlov, The Undertaker i The Big Show. El títol es tornà exclusiu de Raw el 13 d'abril de 2009 quan Triple H fou traspassat                 |
| 90  | Randy Orton                 | 3         | 26 d'abril de 2009     | 42                 | Backlash (2009)                           | Fou un Six man tag team match on va guanyar l'equip de Randy |
| 91  | David Michael Bautista, Jr. | 1         | 7 de juny de 2009      | 2                  | Extreme Rules (2009)                      | Combat del tipus Steel Cage match |
|     | Vacant                      | N/A       | 9 de juny de 2009      | N/A                | Anunciat a WWE.com                        | Batista va patir una lesió en el bíceps |
| 92  | Randy Orton                 | 4         | 15 de juny de 2009     | 90                 | Raw                                       | Va derrotar a Triple H, John Cena i The Big Show en un Fatal 4 Way |
| 93  | John Cena                   | 4         | 13 de setembre de 2009 | 21                 | WWE Breaking Point                        | Combat del tipus I Quit match. Si algú interferia a favor de Randy aquest perdria el campionat automàticament |
| 94  | Randy Orton                 | 5         | 4 d'octubre de 2009    | 21                 | Hell in a Cell (2009)                     | Fou un Hell in a Cell match |
| 95  | John Cena                   | 5         | 25 d'octubre de 2009   | 49                 | Bragging Rights (2009)                    | Combat del tipus Anything Goes Iron Man match que va durar 60 minuts. Si Cena perdia havia d'abandonar Raw |
| 96  | Sheamus                     | 1         | 13 de desembre de 2009 | 70                 | TLC: Tables, Ladders & Chairs (2009)      | Aquest combat fou un Tables match |
| 97  | John Cena                   | 6         | 21 de febrer de 2010   | 0                  | Elimination Chamber (2010)                | Aquest fou un Elimination chamber match on va derrotar a Triple H, Randy Orton, Kofi Kingston i Ted DiBiase, Jr. |
| 98  | David Michael Bautista, Jr. | 2         | 21 de febrer de 2010   | 35                 | WWE Elimination Chamber (2010)            | Vince McMahon va ordenar una lluita titular immediatament després que John Cena guanyés el campionat |
| 99  | John Cena                   | 7         | 28 de març de 2010     | WrestleMania XXVI  | El campionat es va tornar exclusiu de Raw | |
| 100 | Sheamus                     | 2         | 20 de juny de 2010     | 91                 | Fatal-4-Way (2010)                        | Aquest fou un combat del tipus Fatal 4 way on també participaven Randy Orton i Edge |
| 101 | Randy Orton                 | 6         | 19 de setembre de 2010 | 64                 | Night of Champions (2010)                 | En aquest combat també participaren Edge, John Cena, Chris Jericho i Wade Barrett |
| 102 | The Miz                     | 1         | 22 de novembre de 2010 | 160                | Raw                                       | Va canviar el seu contracte Raw Money in the bank just després que Randy Orton hagués defensat el campionat enfront a Wade Barrett i hagués estat atacat pels Nexus                                                       |
| 103 | John Cena                   | 8         | 9 de maig de 2011      | 77                 | Extreme Rules (2011)                      | En aquest combat també participava John Morrison |
| 104 | CM Punk                     | 1         | 17 de juliol de 2011   | 28                 | Money in the Bank (2011)                  | El mateix dia de la victoria va finalitzar el seu contracte i el títol es deixà vacant, però va retornar amb el seu cinturó després que John Cena hagués guanyat el campionat, considerant-se com a co-Campions de la WWE |
| 105 | Rey Mysterio                | 1         | 25 de juliol de 2011   | 0                  | Raw                                       | El regnat de CM Punk era legítim encara que el títol estigués vacant |
| 106 | John Cena                   | 9         | 25 de juliol de 2011   | 20                 | Raw                                       | Just després de la victoria CM Punk va retornar a l'empresa amb el cinturó autèntic; amb la qual cosa es va considerar que ambdós eren co-campions                                                                        |
| 107 | Alberto Del Rio             | 1         | 14 d'agost de 2011     | 35                 | SummerSlam (2011)                         | Derrotà a CM Punk després que aquest últim s'hagués convertit en Campió Indiscutit al derrotar a John Cena. Alberto va cobrar el seu Money in the Bank després que Punk fos atacat per Kevin Nash                         |
| 108 | John Cena                   | 10        | 18 de setembre de 2011 | 14                 | Night of champions (2011)                 | |
| 109 | Alberto Del Rio             | 2         | 2 d'octubre de 2011    | 49                 | Hell in a Cell (2011)                     | Aquesta lluita fou un Triple threat match on també participava CM Punk |
| 110 | CM Punk                     | 2         | 20 de novembre de 2011 | 434                | Survivor Series (2011)                    | |
| 111 | The Rock                    | 8         |                        | 70                 | Royal Rumble                              | |
| 112 | John Cena                   | 11        |                        | 133                | WrestleMania 29                           | |
| 113 | Daniel Bryan                | 1         |                        | 1                  | SummerSlam                                | |
| 114 | Randy Orton                 | 7         |                        | 28                 |                                           | |
| 115 | Daniel Bryan                | 2         |                        | 1                  |                                           | |
| 116 | Vacant                      |           |                        |                    |                                           | |
| 117 | Randy Orton                 | 8         |                        | 161                |                                           | |
| 118 | Daniel Bryan                | 3         |                        | 64                 |                                           | |
| 119 | Vacant                      |           |                        |                    |                                           | |
| 120 | John Cena                   | 12        |                        | 49                 | Money in the Bank                         | |
| 121 | Brock Lesnar                | 4         |                        | 224                | SummerSlam                                | |
| 122 | Seth Rollins                | 1         |                        | 220                | WrestleMania 31                           | |
| 123 | vacant                      |           |                        |                    |                                           | |
| 124 | Roman Reings                | 1         |                        | 1                  | Survivor Series                           | |
| 125 | Sheamus                     | 3         |                        | 22                 | Survivor Series                           | |
| 126 | Roman Reings                | 2         |                        | 41                 | Raw                                       | |
| 127 | Triple H                    | 9         |                        | 70                 | Royal Rumble                              | |
| 128 | Roman Reings                | 3         |                        | 77                 | WrestleMania 32                           | |
| 129 | Seth Rollins                | 2         |                        | 1                  | Money in the Bank                         | |
| 130 | Dean Ambrose                | 1         |                        | 84                 | Money in the Bank                         | |
| 131 | Aj Styles                   | 1         |                        | 140                | Backclash                                 | |
| 132 | John Cena                   | 13        | 19 gener 2017          | 14                 | Royal Rumble                              | |
| 133 | Bray Wyatt                  | 1         | 12 fevrer 2017         | 49                 | Elimination Chamber                       | |
| 134 | Randy Orton                 | 9         | 2 abril 2017           | 49                 | WrestleMania 33                           | |
| 135 | Jinder Mahal                | 1         | 21 maig 2017           | 170                | Backlash                                  | |
| 136 | Aj Styles                   | 2         | 7 novembre 2017        | actual             | Raw                                       | |
| 137 |                             |           |                        |                    |                                           | |
| 138 |                             |           |                        |                    |                                           | |

## Major quantitat de regnats
- 13 vegades: John Cena
- 9 vegades: Triple H, Randy Orton
- 8 vegades: The Rock
- 6 vegades: Hulk Hogan, Stone Cold
- 5 vegades: Bret Hart
- 4 vegades: Kurt Angle, The Undertaker, Brock Lesnar i Edge
- 3 vegades: Shawn Michaels, Mankind i Sheamus
- 2 vegades: Bruno Sammartino, Bob Backlund, Randy Savage, Ric Flair, Yokozuna, Sid, Big Show, David Michael Bautista, Jr., CM Punk i Alberto Del Rio